# Phyllomacromia flavimitella
Phyllomacromia flavimitella é uma espécie de libelinha da família Corduliidae.
Pode ser encontrada nos seguintes países: República Centro-Africana, República Democrática do Congo, Uganda e possivelmente em República do Congo.
Os seus habitats naturais são: florestas subtropicais ou tropicais húmidas de baixa altitude e rios.
Está ameaçada por perda de habitat.